# (691) Lehigh
Pour les articles homonymes, voir Lehigh.
(691) Lehigh est un astéroïde de la ceinture principale découvert le 11 décembre 1909 par l'astronome américain Joel Metcalf.

Sa désignation provisoire était 1909 JG.